# Église Saint-Trophime d'Eschau
L'église Saint-Trophime est une église abbatiale catholique située à Eschau, en France . Elle est considérée comme la deuxième plus ancienne église d’Alsace, après le Dompeter à Avolsheim. Son histoire est aujourd’hui encore liée aux évêques de Strasbourg.

## Localisation
L'église est située dans le département français du Bas-Rhin, sur la commune d'Eschau.

## Historique
Vers 770, une abbaye bénédictine fut construite à Eschau, avec une église dédiée à saint Trophime, par le futur évêque de Strasbourg Remi (Remigius). Il était neveu de sainte Odile, patronne de l'Alsace. Grâce à deux de ses nièces, Adale et Rodune, filles du comte Bodole qui était frère de Remi, la création de l'abbaye et l'église fut bien établie. Cependant son établissement manquait de relique. 

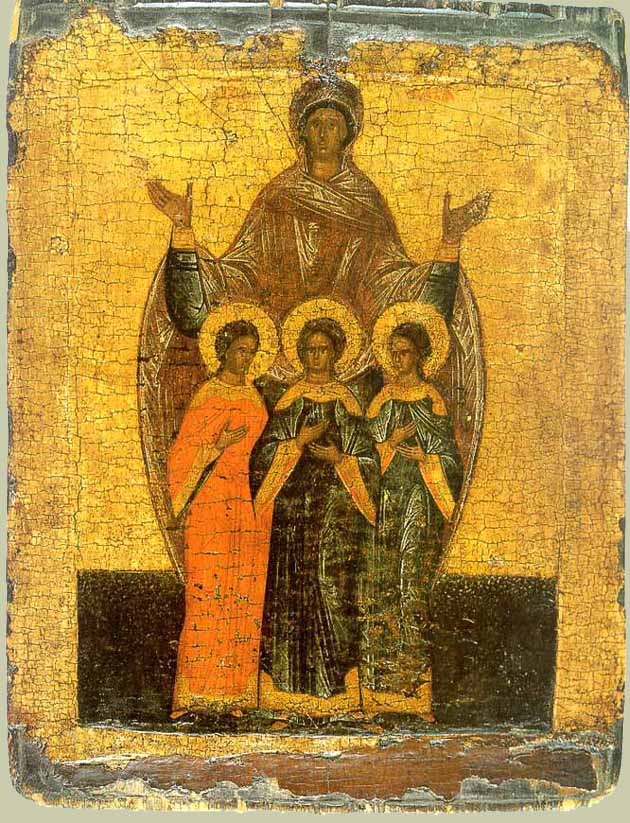
Sainte Sophie de Rome et ses trois filles, icône anonyme russe du XVIe siècle, galerie Tretiakov.

Selon le testament de l'évêque Remi rédigé le 15 mars 778, il rapporta de Rome, le 10 mai 777, des reliques de sainte Sophie de Rome et celles de ses trois filles, reçues du pape Adrien Ier. Il les déposa dans l'église abbatiale consacrée à saint Trophime. L'abbaye, quant à elle, devint abbaye Sainte-Sophie, après cet événement.
Par le même testament, le 28e évêque de Strasbourg fit donation de l'île et de l'abbaye d'Eschau à l'église épiscopale de Strasbourg. Le fondateur mourut le 20 mars 783 et fut inhumé dans l'église d'Eschau le 18 mai. En effet, il y avait fait construire son tombeau auparavant.
En 926, l'église subit la destruction par les Hongrois. Son rétablissement ne commença qu'en 991, par Widelord, évêque de Strasbourg. Le bâtiment actuel serait daté de cette époque.
L'évêque de Strasbourg Guillaume Ier octroya en 1028, à l'abbaye d'Eschau, l'église Sainte-Hélène près de Strasbourg.
En 1047, l'évêque Hetzelon, son successeur, augmenta la donation.
Le pèlerinage vers Eschau était tellement florissant que l'abbesse Chunegundis décida en 1143 de fonder un hospice qui possédait un jardin monastique de plantes médicinales. En 1987, ce jardin fut restauré en face de l'église.
Le 13 juin 1180, le pape Alexandre III expédia sa bulle détaillant les donations faites à Eschau, à l’abbesse Wurtrudis, en confirmant la règle en usage dans la communauté.
À la fin du XIIIe siècle, l'Alsace subit un conflit, enfin une guerre, entre Adolphe de Nassau et Albert Ier du Saint-Empire, qui se disputaient la succession du roi des Romains. L'église d'Eschau fut partiellement détruite en 1298, soit par Adolphe de Nassau soit par l'évêque de Strasbourg. 
À la suite de la guerre des Paysans allemands, l'abbaye d'Eschau fut accordée à l'évêché de Strasbourg en 1525.
L'édifice fut classé au titre des monuments historiques en 1898.
Le 3 avril 1938, l'évêque de Strasbourg Charles Ruch transféra de nouveau des reliques de sainte Sophie de Rome à l'église Saint-Trophime.
En 1987, un nouveau campanile en béton, qui est actuellement situé 80 m au sud-est, fut construit alors que celui du XVIIIe siècle avait été supprimé en 1947.
L'abbatiale célébra, le 10 mars 1996, la fête locale de saint Trophime, le millénaire de la restauration parachevée par Widerold, avec l'archevêque de Strasbourg Charles-Amarin Brand.

## Architecture et mobilier

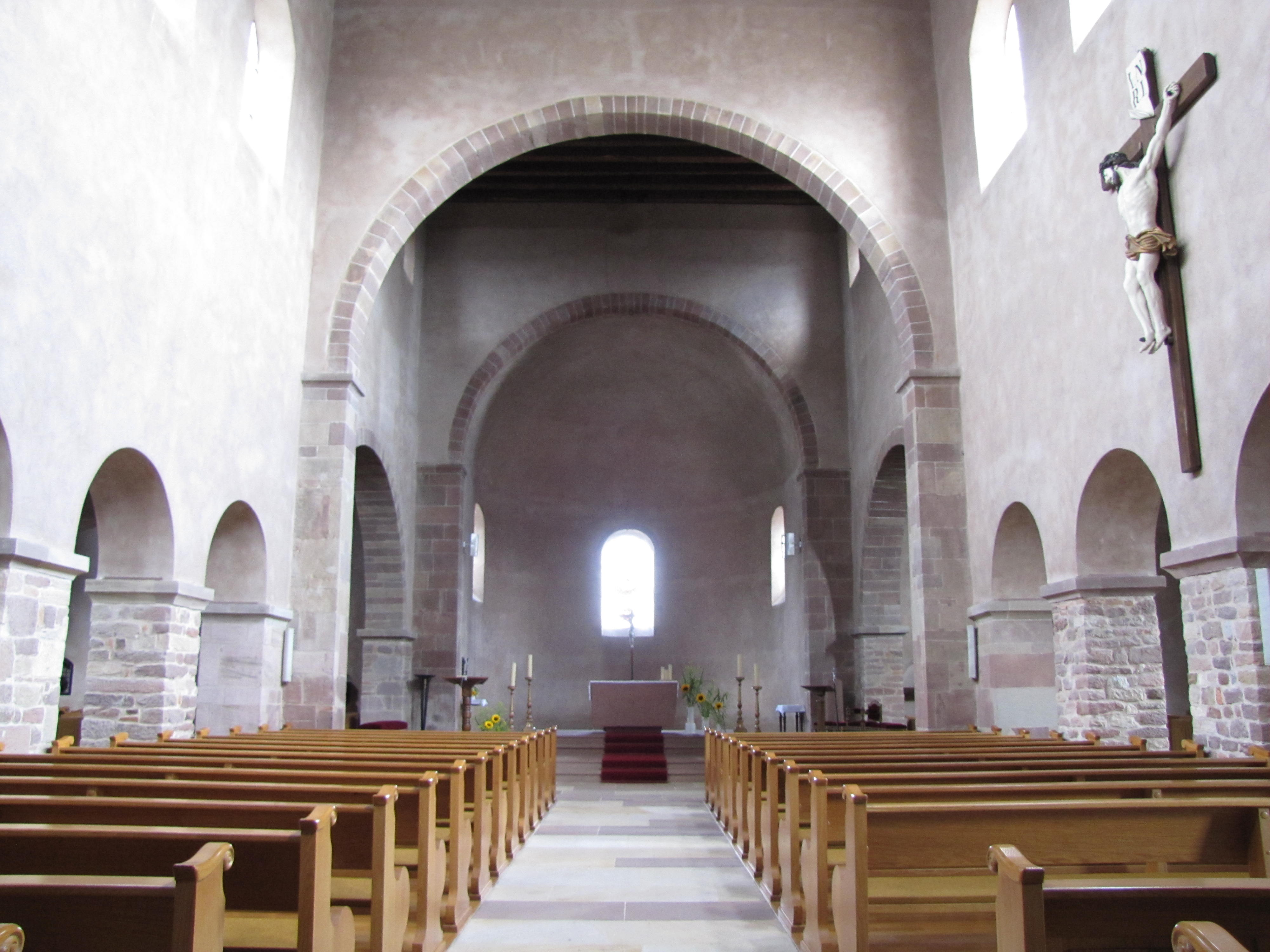
Vue intérieure de la nef romane.
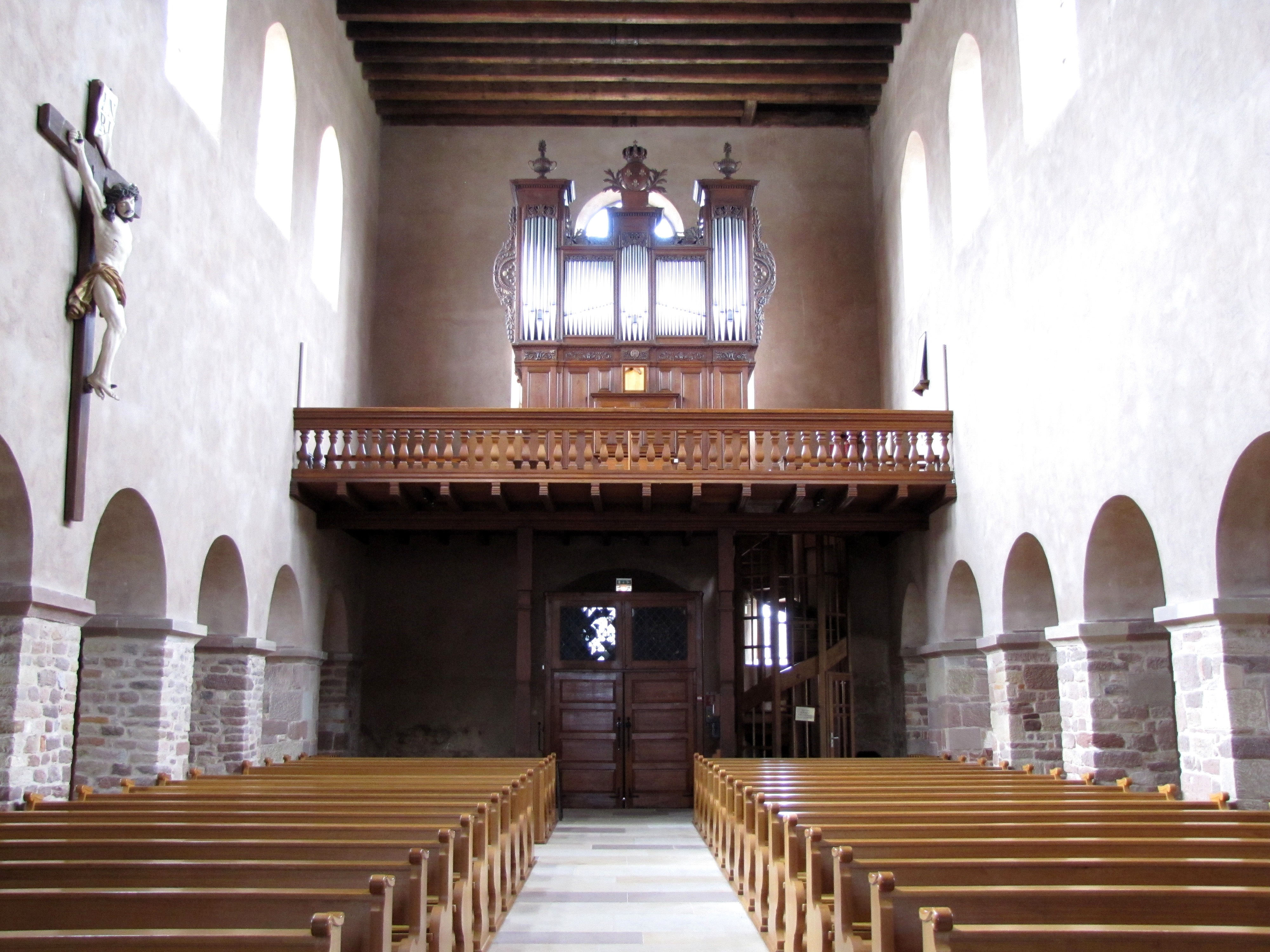
La nef vers la tribune d'orgue.
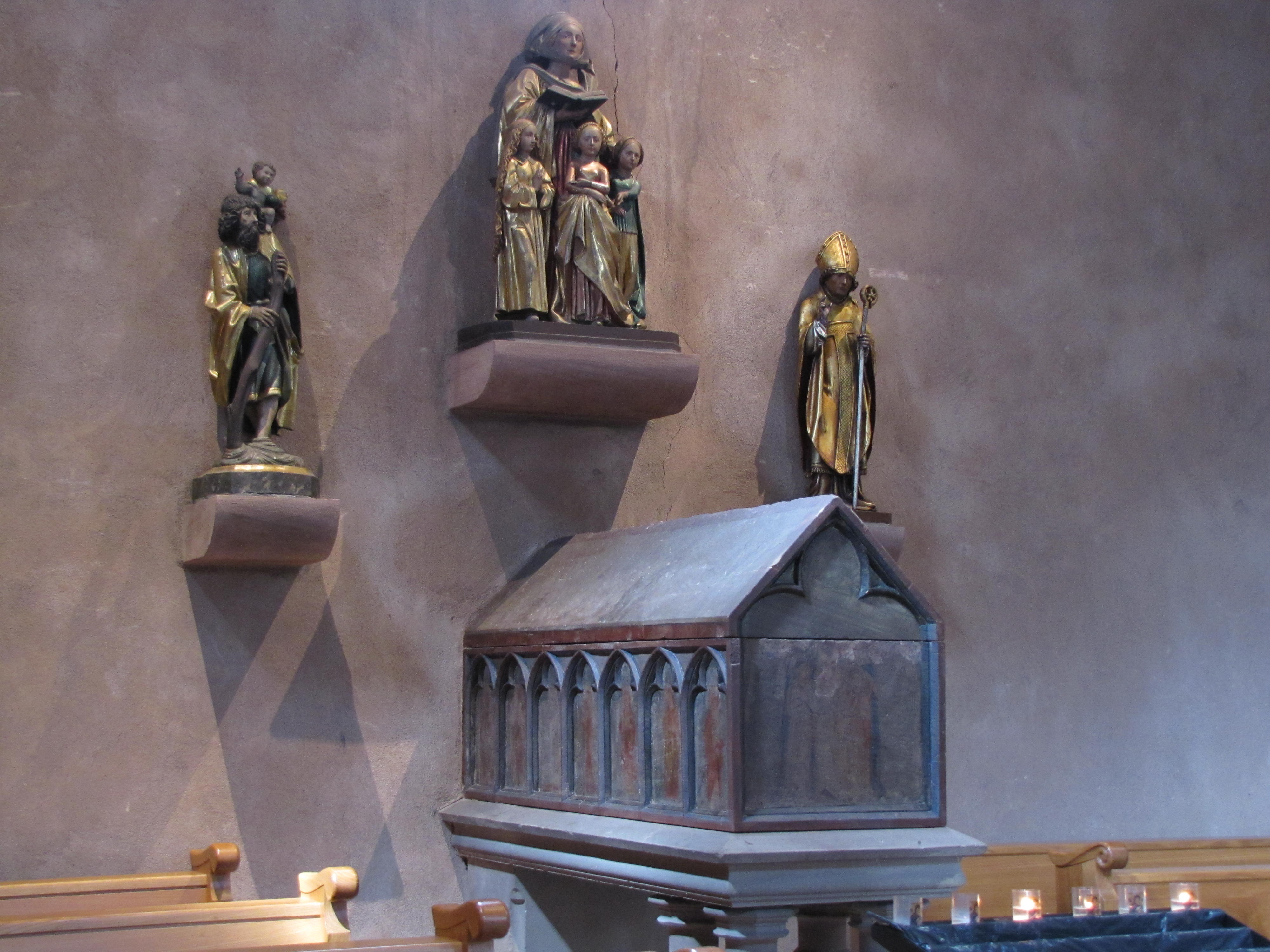
Châsse de sainte Sophie (XIVe siècle).
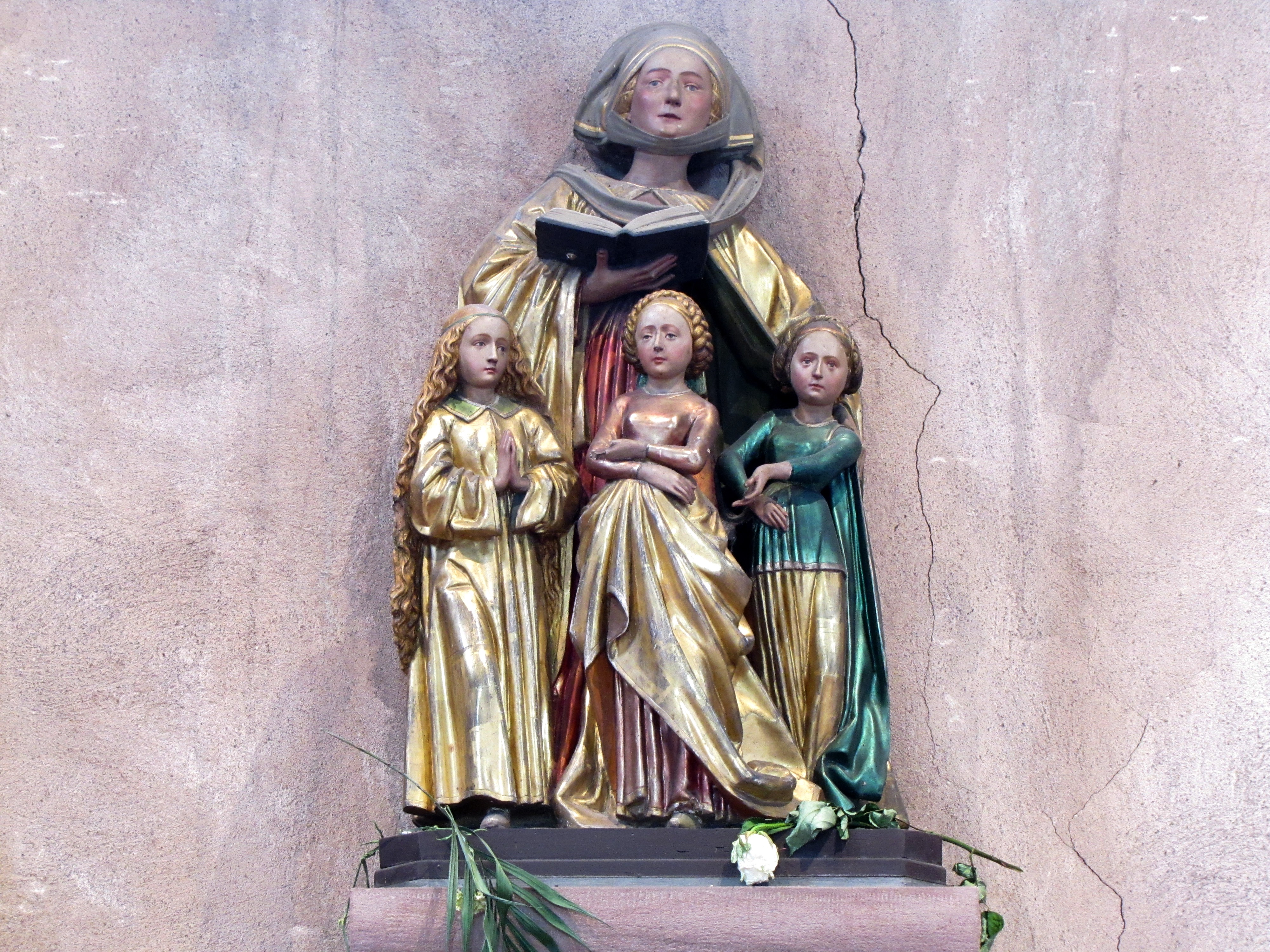
Groupe sculpté sainte Sophie et ses trois filles (1470).
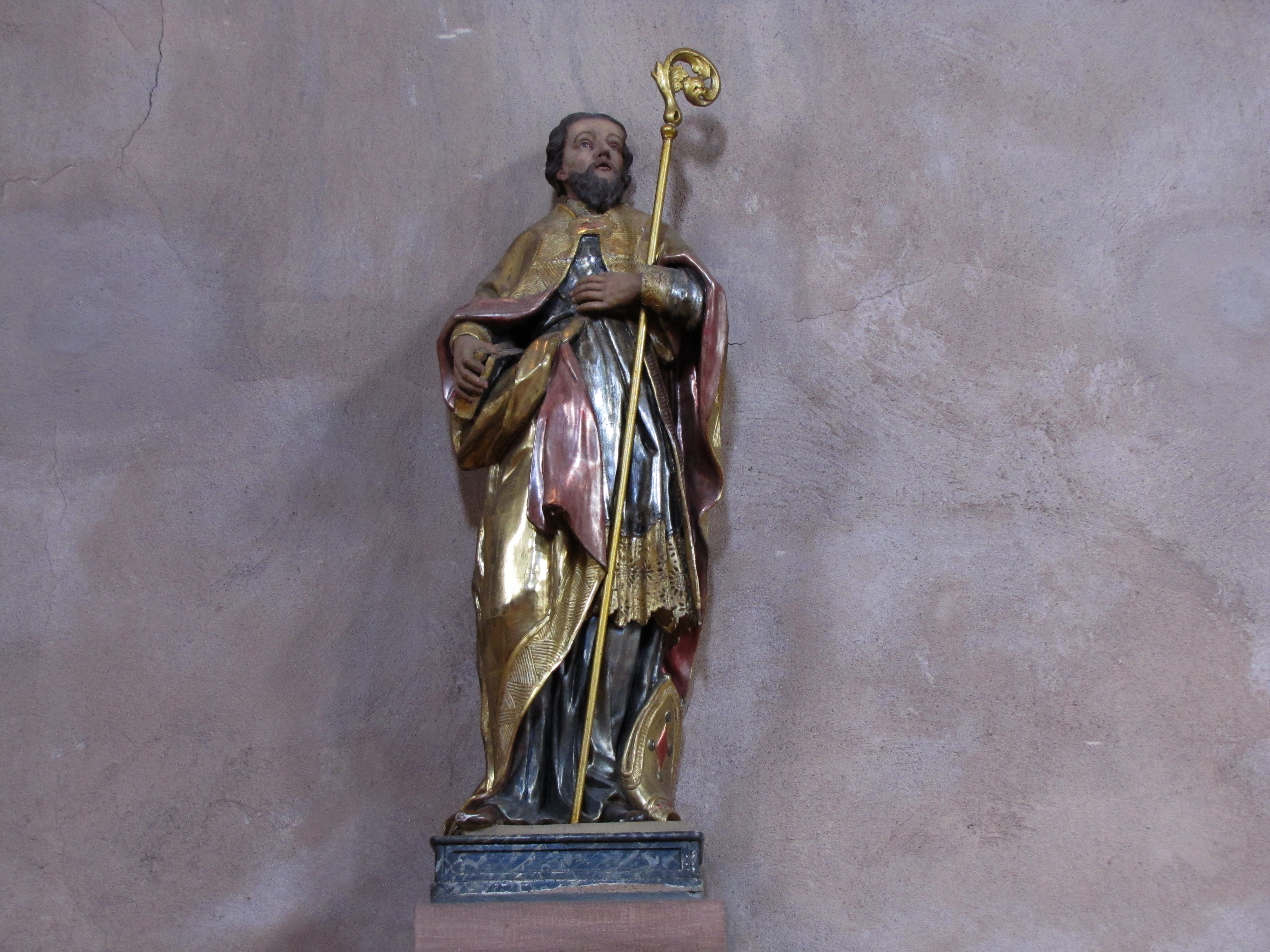
Statue de saint Trophime d'Arles (XVIIIe siècle).
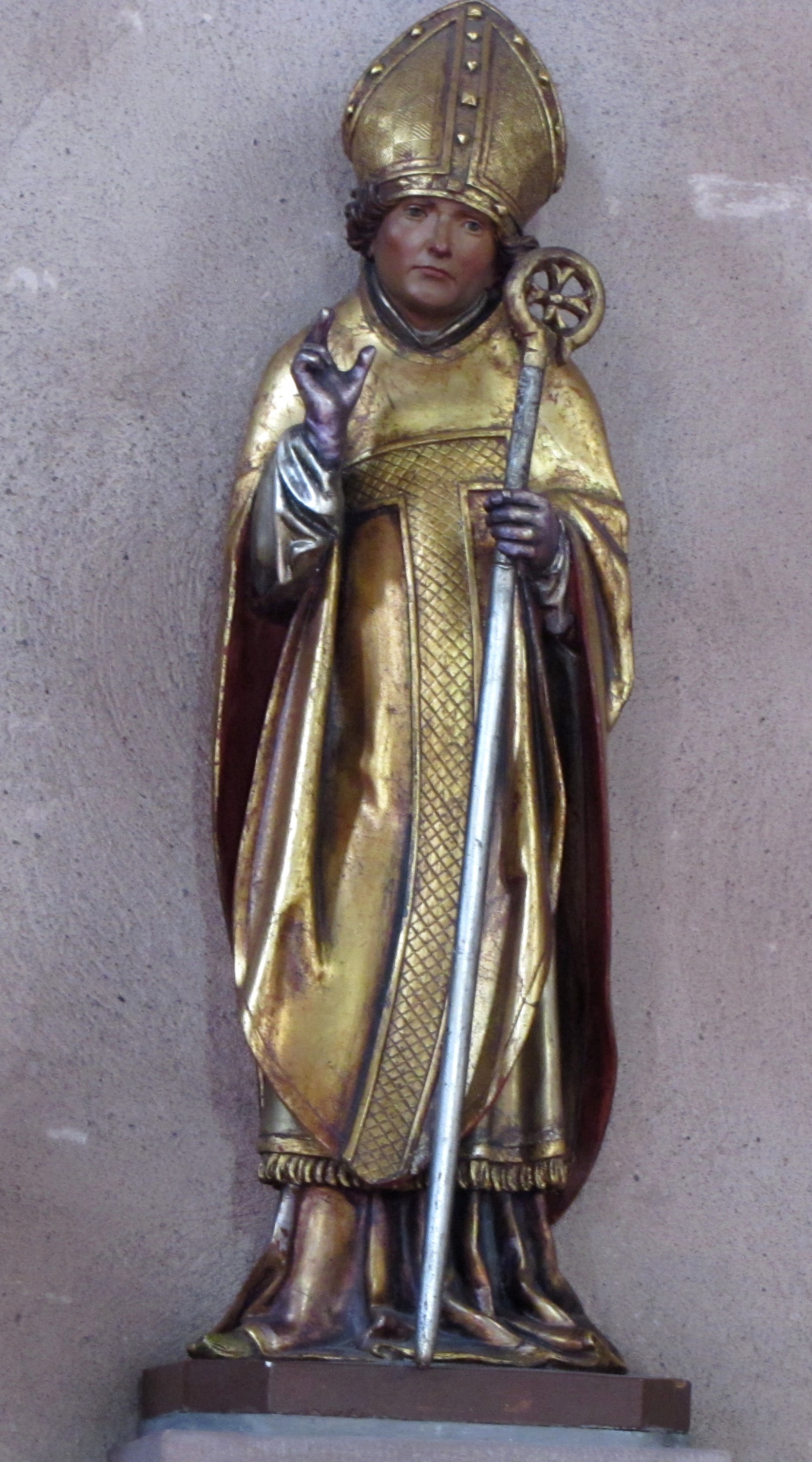
Statue de saint Remi (XVe siècle).
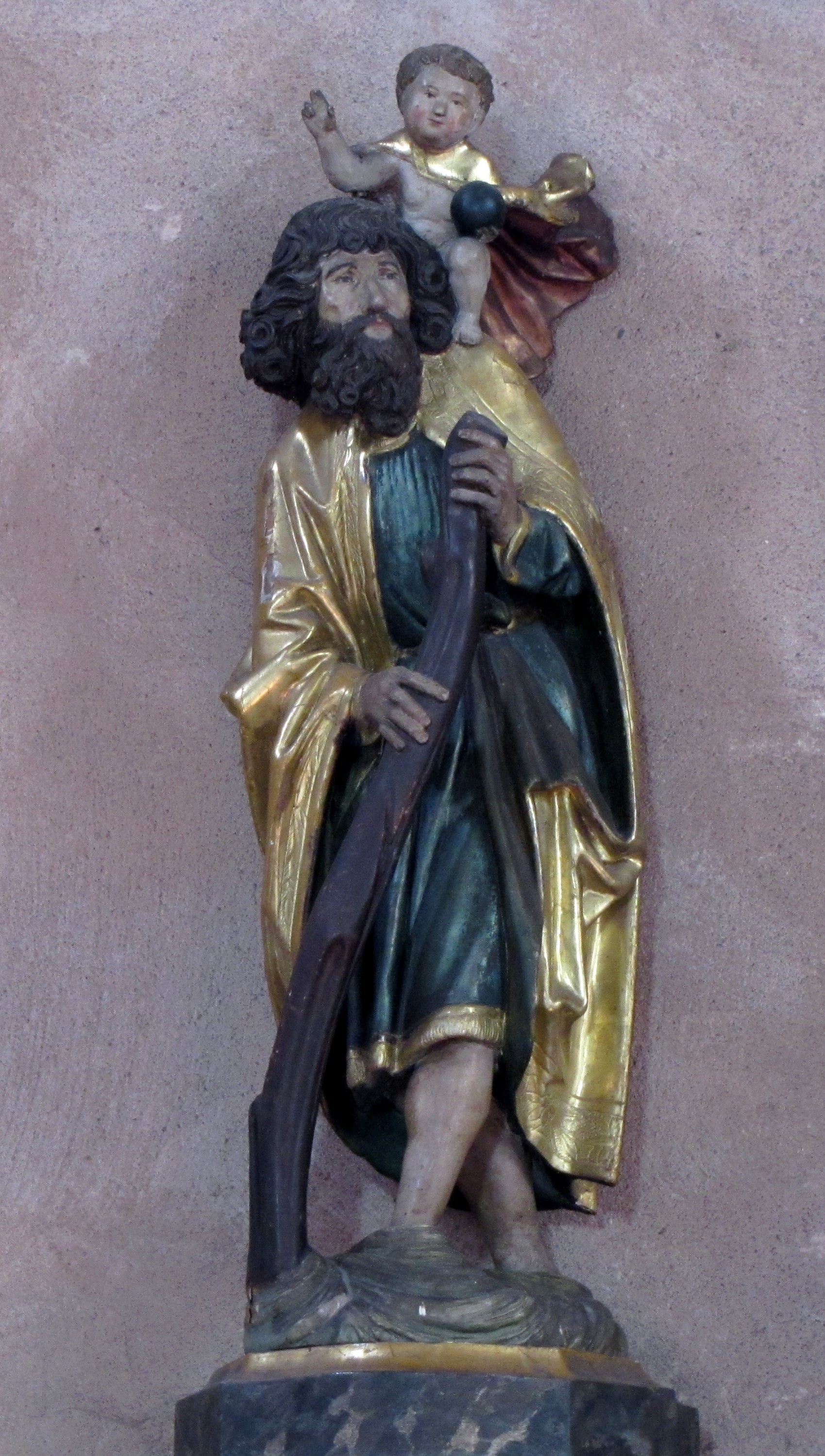
Statue de saint Christophe (XVIe siècle).
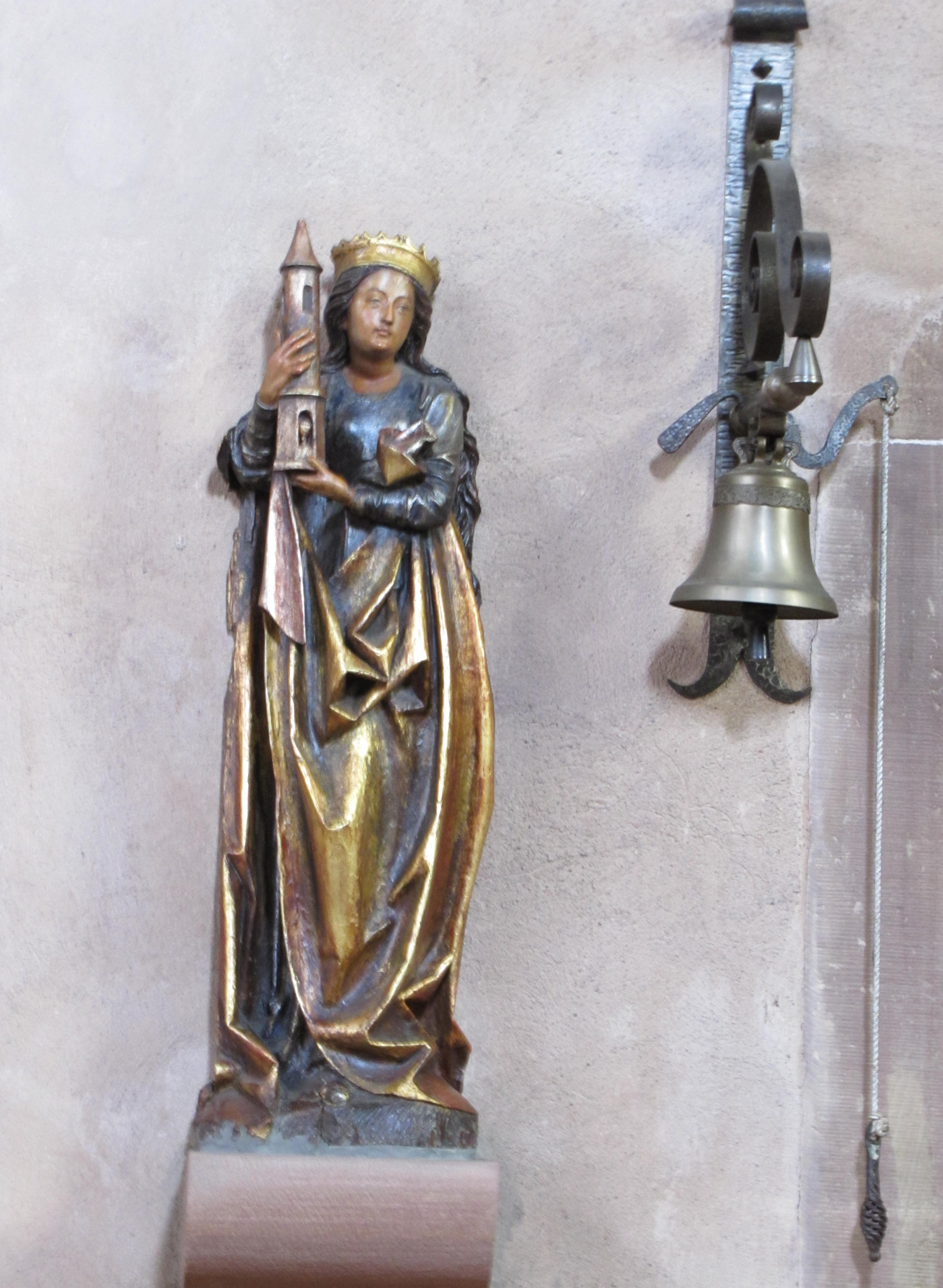
Statue de sainte Barbe (XVe siècle-XVIe siècle).
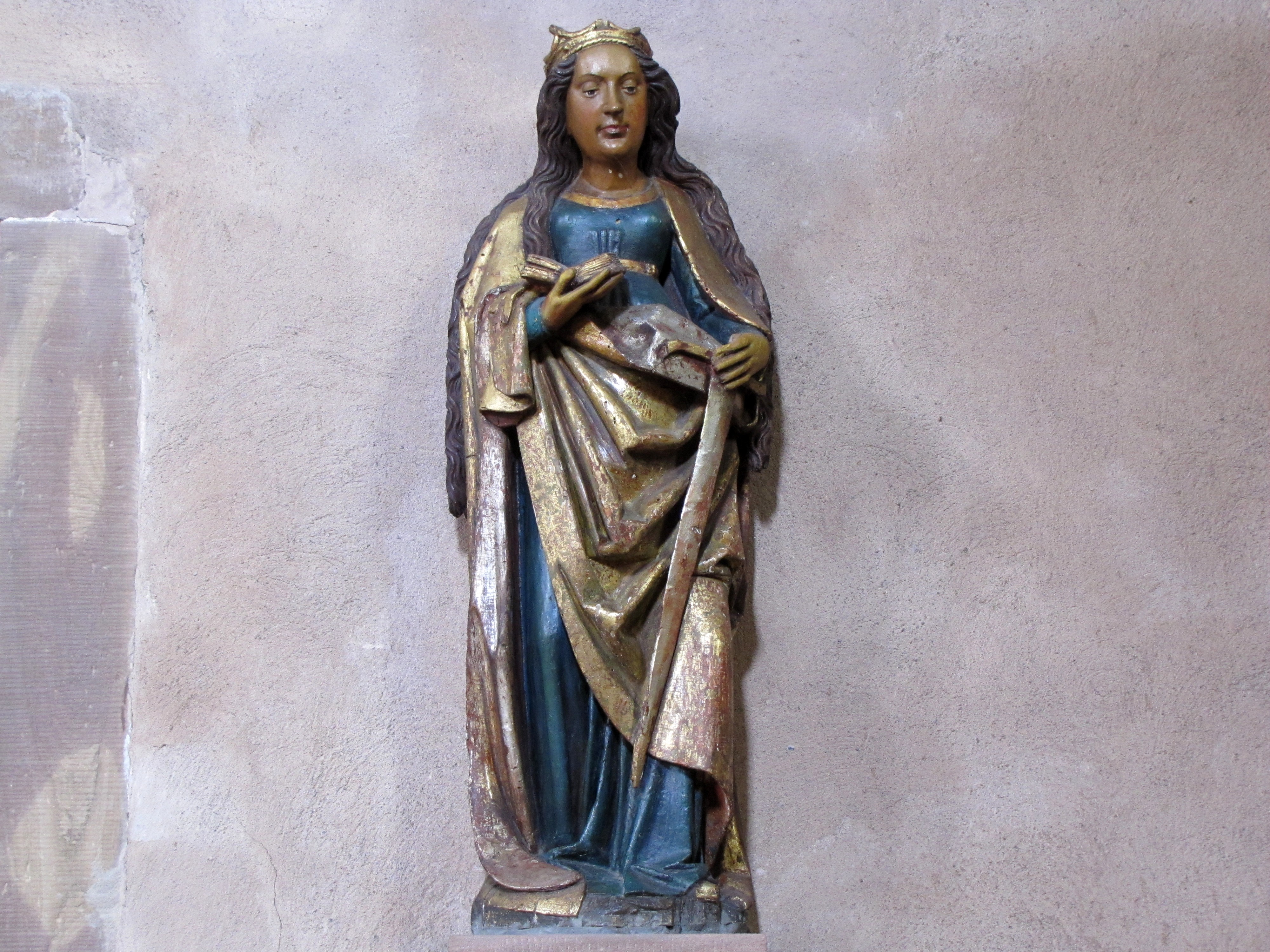
Statue de sainte Catherine d'Alexandrie (XVe siècle).